# ۸۱۷ (پیش از میلاد)
۸۱۷ (پیش از میلاد) ۸۱۷مین سال قبل از تقویم میلادی است.